# Lelia Abramo
Lélia Abramo (ur. 8 lutego 1911 w São Paulo, zm. 9 kwietnia 2004 tamże) – brazylijska aktorka.
Pracowała dla teatru, kina i telewizji; wystąpiła m.in. w filmach Veredas da Salvacao i O Quarto. Była zaangażowaną działaczką polityczną, współtworzyła Partię Robotniczą (pochodzi z niej prezydent Brazylii, Lula da Silva).
W 2011 została pośmiertnie odznaczona brazylijskim Orderem Zasługi dla Kultury.

## Filmografia (wybrana)
- Grande Teatro Tupi (3 odcinki serialu TV, 1958-1959)[2]
- Cidade Ameaçada (1960)
- A Muralha (serial TV, 1961)
- Gente Como a Gente (odcinek serialu TV, 1963)
- Prisioneiro de um Sonho (serial TV, 1964)
- João Pão (serial TV, 1964)
- Os quatro Filhos (serial TV, 1965)
- Um Rosto Perdido (serial TV, 1965)
- Vereda de Salvação (1965) jako Dolor
- Redenção (odcinek serialu TV, 1966) jako Carmela
- Calúnia (3 odcinki serialu TV, 1966) jako Sara
- O Caso dos Irmãos Naves (1967)
- O Anjo Assassino (1967)
- O Quarto (1968)
- Dez Vidas (odcinek serialu TV, 1969)
- Cléo e Daniel (1970) jako matka Daniela
- Uma Rosa Com Amor (1972–1973) jako Amália
- Os Ossos do Barão (1973) jako Bianca Ghirotto
- Pai Herói (1979) jako Januária Brandão
- Maldita Coincidência (1979)
- Eles Não Usam Black-Tie (1981)
- Avenida Paulista (1982) jako Bebel
- Mania de Querer (1986) jako Margô
- A História de Ana Raio E Zé Trovão (1990) jako Lúcia